# Polina Popova
Polina Alexeyevna Popova (en ruso: Полина Алексеевна Попова; Ekaterimburgo, 1 de junio de 1995) es una modelo rusa, coronada Miss Rusia 2017. Representó a Rusia en la competencia Miss Mundo 2017, donde se ubicó en el Top 10.

## Primeros años
Nació el 1 de junio de 1995 en Ekaterimburgo. Además de ruso, puede hablar inglés y chino con fluidez. Antes de Miss Rusia, Popova estudiaba en la Universidad Estatal de Moscú, con planes de convertirse en periodista.

## Miss Rusia 2017
En su primer concurso, representó al Óblast de Sverdlovsk en el certamen de Miss Rusia 2017. Quedó entre las finalistas junto a Ksenia Alexandrova de Moscú y Albina Akhtyamova de Bashkortostán. Popova resultó ganadora del certamen, ganando ₽ 3.000.000, un Hyundai Solaris y la oportunidad de estudiar en cualquier universidad del mundo. Popova representó a Rusia en la competencia Miss Mundo 2017, donde se ubicó en el Top 10.